# سید درویش
سید درویش (تلفظ عربی مصری: [ˈsæjjed dæɾˈwi:ʃ]; ۱۷ مارس ۱۸۹۲ – ۱۵ سپتامبر ۱۹۲۳) خواننده و آهنگساز اهل مصر بود که به پدر موسیقی مردمی مصر شهره است. او یکی از بزرگترین نوازندگان و آهنگسازان مصر است.

## زندگی‌نامه
سید درویش در ۱۷ مارس ۱۸۹۲ در کام الدیکا اسکندریه به دنیا آمد. در دوران کودکی خانواده وی نتوانسته‌است هزینه تحصیلات او را بپردازد، بنابراین در مدرسه ای مذهبی ثبت‌نام کرد که در آن به فراگیری تلاوت قرآن زیر دست محمد سلامه پرداخت. پس از فارغ التحصیلی از مدرسه دینی و کسب عنوان شیخ سید درویش، وی به مدت دو سال در الازهر ، یکی از مشهورترین دانشگاه‌های مذهبی جهان تحصیل کرد.

## درگذشت
درویش در ۱۵ سپتامبر ۱۹۲۳ در ۳۱ سالگی در اسکندریه به سبب حمله قلبی درگذشت. سید درویش هنوز هم به عنوان شخصیتی بزرگ در تاریخ مصر مورد ستایش است.
در ۱۷ مارس ۲۰۱۱ موتور جستجوی گوگل به مناسبت سالروز تولد سید درویش و به افتخار او گوگل دودل صفحه اصلی خود را در مصر تغییر داد.